# زالاري (إركوتسك)
زالاري (بالروسية: Залари) هي مدينة في مقاطعة إركوتسك أوبلاست في روسيا.
يبلغ عدد سكانها حوالي 10169 نسمة.